# Asaphodes servularia
Asaphodes servularia là một loài bướm đêm trong họ Geometridae.